# Uzunçayır, Kozluk
Uzunçayır là một xã thuộc huyện Kozluk, tỉnh Batman, Thổ Nhĩ Kỳ. Dân số thời điểm năm 2011 là 487 người.